# Josef Lada

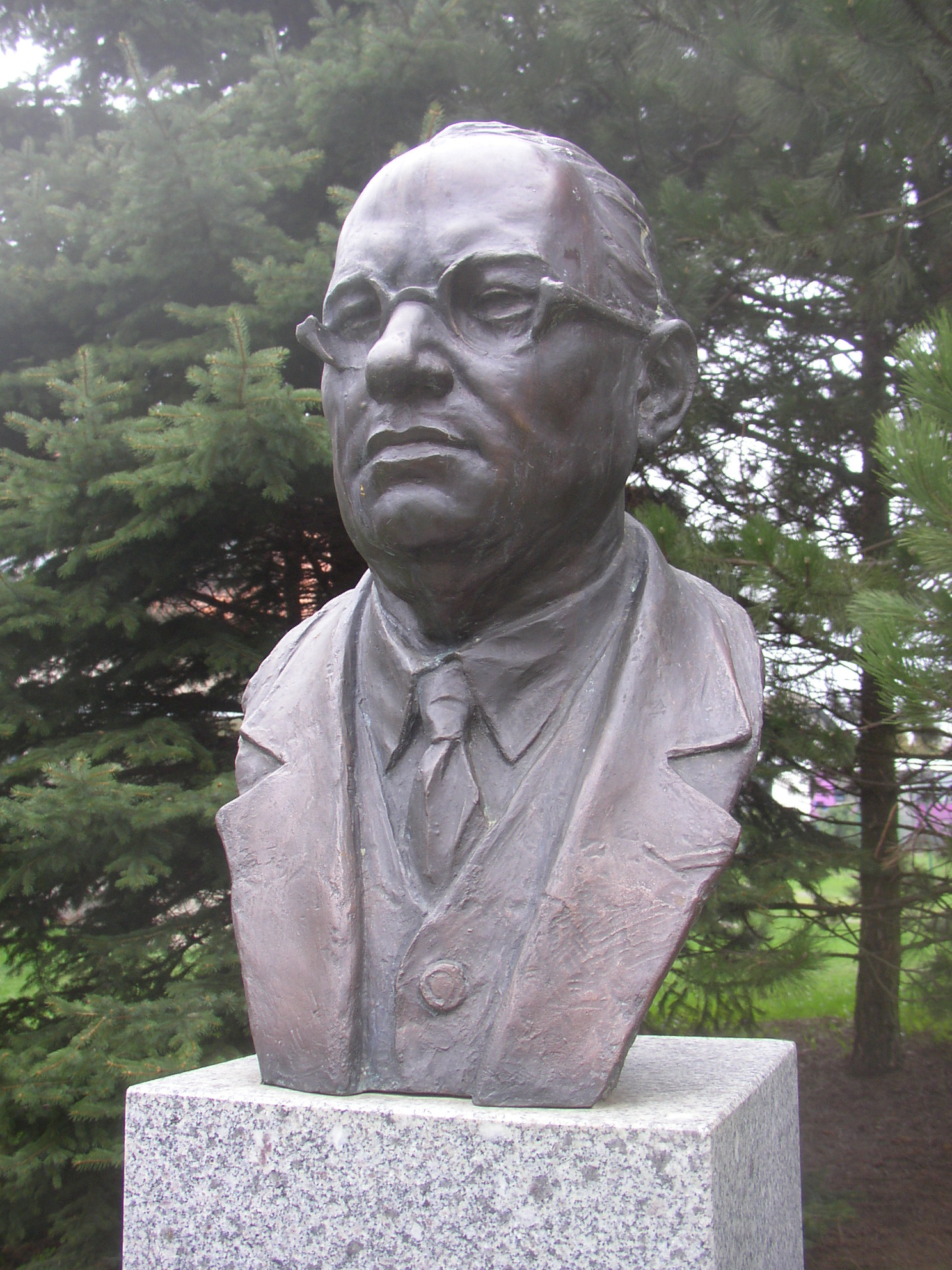
Josef Lada (Büste in Hrusice)

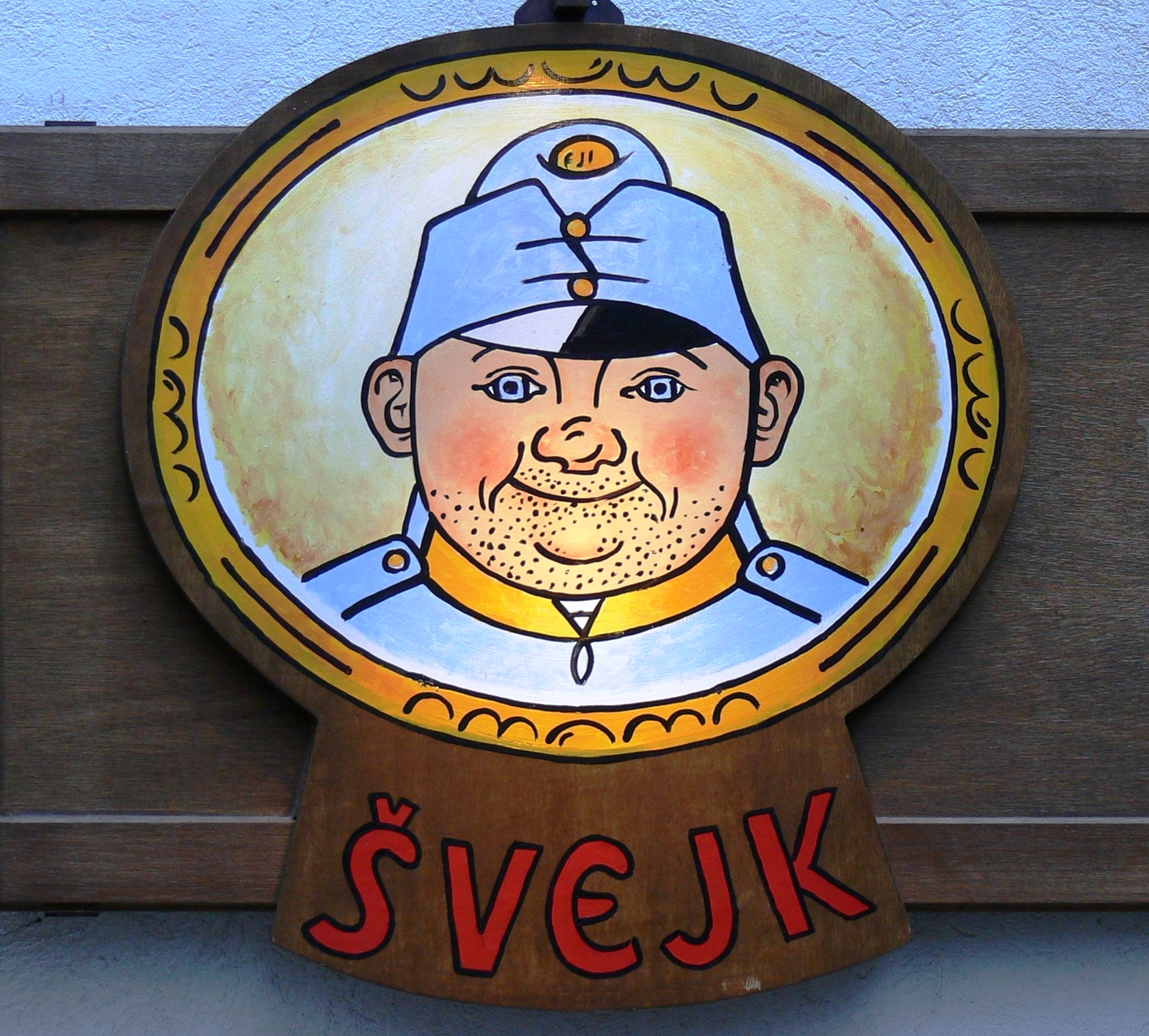
Schwejk von Josef Lada

Josef Lada (* 17. Dezember 1887 in Hrusice; † 14. Dezember 1957 in Prag) war ein tschechischer Illustrator und Kinderbuchautor.

## Leben
Der Künstler aus Leidenschaft illustrierte 121 Kinderbücher sowie 197 Bücher für Erwachsene und gestaltete Umschläge für 18 Kinderbücher und 51 sonstige Bände.
Außerhalb des tschechischen und slowakischen Sprachraums ist Josef Lada in erster Linie durch seine Illustrationen zum Roman Die Abenteuer des braven Soldaten Schwejk bekannt. Lada gab Jaroslav Hašeks Romanfigur des Schwejk ihr bekanntestes Gesicht. Auch ist Josef Lada durch seine Geschichten vom Kater Mikesch und Illustrationen zahlreicher Kinderbücher und Romane bekannt.
Er ist begraben auf dem Olšany-Friedhof in Prag.

## Werke
- Kater Mikesch (Kocour Mikeš)
- Die Abenteuer des braven Soldaten Schwejk in Bildern, nach dem (fast) gleichnamigen Roman von Jaroslav Hašek
- Leicht mißratene Märchen, aufgeschrieben und gezeichnet von Josef Lada, übersetzt von Jürgen Ostmeyer. Albatros, Praha, 1996, ISBN 80-00-00234-5.
- Prinzessin Julia (O Princezně Julince) – 1987 als tschechischer Märchenfilm Prinzessin Julia unter der Regie von Antonín Kachlík mit Lucie Tomková als Julia.
- Was eine Krähe der anderen erzählte.
- Popanz und Immergrün und andere verrückte Märchen (Originaltitel: Bubáci a Hastrmani, 1939, übersetzt von Martin Schuster) Sauerländer, Aarau / Frankfurt am Main 1977, ISBN 3-7941-1567-8.
- Ein Schusterbub wird Maler. Kinderbuchverlag, Berlin 1957 (DNB 452670527).
- Pudel Muck, das treue Tier, erzählt Geschichten dir und mir. Synek, Praha 1930 (DNB 361509030).